# Sbory dobrovolných hasičů v Moravskoslezském kraji
Jednotku sboru dobrovolných hasičů obce je podle § 68 zákona č. 135/1985 Sb., o požární ochraně,
povinna zřídit každá obec. Mnohé obce jich zřizují více. Své sbory dobrovolných hasičů zřizují též některé průmyslové, dopravní a jiné firmy.
Většina sborů má ve svém názvu buď celá slova Sbor dobrovolných hasičů nebo jen zkratku SDH, některé sbory však mají názvy tvořené jinak.
Sbory dobrovolných hasičů v Česku zastřešuje Sdružení hasičů Čech, Moravy a Slezska (SH ČMS),
sbory na Moravě včetně moravského Slezska Moravská hasičská jednota.
Sbory jsou označeny šesticiferným evidenčním číslem (první trojčíslí odpovídá okresu) a podle své velikosti, významu a vybavení se člení do kategorií:
největší sbory bývají v kategorii II, jiné významnější sbory v kategorii III, malé sbory v kategorii V a podnikové v kategorii VI.

## Seznam
Tento seznam obsahuje zatím především sbory uvedené v adresáři SH ČMS. Ve skutečnosti každá obec zřizuje nejméně jeden sbor.

### Okres Bruntál
- SDH Křišťanovice
- SDH Vrbno pod Pradědem
- SDH Zátor
- SDH Břidličná
- SDH Rýmařov
- SDH Lomnice
- SDH Slezské Rudoltice
- SDH Karlova Studánka
- a další

### Okres Frýdek-Místek
- SDH Bahno
- SDH Baška
- SDH Bocanovice
- SDH Brušperk
- SDH Bruzovice
- SDH Bukovec
- SDH Bystré (Janovice)
- SDH Bystřice
- SDH Čeladná
- SDH Dobrá
- SDH Dobratice
- SDH Dolní Domaslavice
- SDH Dolní Lištná
- SDH Dolní Lomná
- SDH Dolní Tošanovice
- SDH Fryčovice
- SDH Frýdek
- SDH Frýdlant nad Ostravicí
- SDH Guty
- SDH Hnojník
- SDH Hodoňovice
- SDH Horní Domaslavice
- SDH Horní Lomná
- SDH Horní Tošanovice
- SDH Hrádek
- SDH Hrčava
- SDH Hukvaldy
- SDH Chlebovice
- SDH Jablunkov
- SDH Janovice
- SDH Kaňovice
- SDH Karpentná
- SDH Kojkovice
- SDH Komorní Lhotka
- SDH Košařiska
- SDH Kozlovice
- SDH Krásná
- SDH Krmelín
- SDH Kunčice pod Ondřejníkem
- SDH Kunčičky u Bašky
- SDH Lhotka
- SDH Lískovec
- SDH Lubno
- SDH Lučina
- SDH Lyžbice
- SDH Malenovice
- SDH Měrkovice
- SDH Metylovice [1]
- SDH Milíkov
- SDH Místek
- SDH Morávka
- SDH Mosty u Jablunkova
- SDH Myslík
- SDH Návsí
- SDH Nebory
- SDH Nižní Lhoty
- SDH Nižní Mohelnice
- SDH Nošovice
- SDH Nová Ves (Frýdlant nad Ostravicí)
- SDH Nýdek
- SDH Oldřichovice
- SDH Oprechtice
- SDH Ostravice
- SDH Palkovice
- SDH Pánské Nové Dvory
- SDH Paskov
- SDH Pazderna
- SDH Písečná
- SDH Písek
- SDH Podlesí (Třinec)
- SDH Pražmo [2]
- SDH Pržno
- SDH Pstruží
- SDH Raškovice
- SDH Ropice
- SDH Rychaltice [3]
- SDH Řeka
- SDH Řepiště
- SDH Sedliště
- SDH Skalice
- SDH Soběšovice
- SDH Staré Hamry
- SDH Staré Město
- SDH Staříč
- SDH Střítež
- SDH Třanovice
- SDH Vendryně
- SDH Vělopolí
- SDH Vojkovice
- SDH Vyšní Lhoty
- SDH Zelinkovice
- SDH Žabeň
- SDH Žermanice

### Okres Karviná
- SDH Orlová-Město

- SDH Karviná - Ráj
- SDH Horní Suchá
- SDH Těrlicko
- SDH Těrlicko-Hradiště
- SDH Bohumín - Šunychl [4]
- SDH Skřečoň [5]
- SDH Marklovice
- SDH a JSDH Havířov Město
- SDH Havířov-Životice
- SDH Chotěbuz
- SDH Vrbice
- SDH Závada
- SDH Dětmarovice
- SDH Doubrava
- SDH Český Těšín
- SDH Louky [6]
- SDH Orlová - Poruba[nedostupný zdroj]
- a další

### Okres Nový Jičín
- SDH Bílovec [7]
- SDH Hůrka [8]
- SDH Jerlochovice
- SDH Hodslavice [9]
- SDH Kopřivnice [10]
- SDH Klimkovice
- SDH Mniší
- SDH Mořkov
- SDH Slatina [11]
- SDH Vřesina
- SDH Fulnek [12]
- SDH Hladké Životice [13]
- SDH Odry-Klokočůvek [14]
- SDH Spálov
- SDH Studénka
- a další

### Okres Opava
- SDH Bohuslavice [15]
- SDH Darkovice [16]
- SDH Dobroslavice [17]
- SDH Dolní Benešov
- SDH Dolní Lhota
- SDH Domoradovice
- SDH Hať [18]
- SDH Chvalíkovice
- SDH Jakubčovice
- SDH Jamnice
- SDH Jančí
- SDH Kobeřice [19]
- SDH Komárov
- SDH Kozmice [20]
- SDH Kravaře ve Slezsku
- SDH Kylešovice
- SDH Leskovec
- SDH Lhota u Opavy
- SDH Libhošt´
- SDH Ludgeřovice [21]
- SDH Markvartovice
- SDH Neplachovice
- SDH Píšť
- SDH Smolkov
- SDH Velká Polom
- SDH Větřkovice [22]
- SDH Závada
- SDH Žimrovice
- SDH Těškovice
- SDH Strahovice
- SDH Kružberk
- https://www.facebook.com/sdhkruzberk

- SDH Sádek
- SDH Vávrovice
- SDH Vítkov [23]

### Okres Ostrava-město
- SDH Bartovice
- SDH Koblov [24]
- SDH Dolní Lhota
- SDH Heřmanice
- SDH Horní Datyně
- SDH Horní Lhota
- SDH Hrabová
- SDH Klimkovice
- SDH Martinov
- SDH Muglinov [25]
- SDH Nová Bělá
- SDH Nová Ves
- SDH Plesná
- SDH Polanka
- SDH Proskovice
- SDH Přívoz
- SDH Pustkovec [26]
- SDH Radvanice [27]
- SDH Olbramice
- SDH Stará Bělá
- SDH Stará Ves nad Ondřejnicí [28]
- SDH Michálkovice [29]
- SDH Šenov[30]
- SDH Václavovice
- SDH Vratimov
- SDH Zábřeh nad Odrou
- a další